# P.A. Sjöholm
Per Andreasson (P.A.) Sjöholm, "Gaisholm" kallad, född 20 januari 1865 i Eskilstorps socken, död 21 februari 1942 i Vellinge, var en svensk idrottsprofil som under det tidiga 1900-talet var verksam som ledare i klubbarna Gais och IFK Göteborg.
Sjöholm var med om att grunda fotbollsklubben Gårda SK, som omkring sekelskiftet 1900 uppgick i Gais och övertog dess namn. Han kom snart att få smeknamnet "Gaisholm", vilket han såg som en hedersbetygelse, och han har även kallats "Gårdaidrottens fader". Sjöholm var drivande i att omvandla Gais från en klubb för allmän idrott och kraftsport till en fotbollsklubb, även om man under Sjöholms ledning fortfarande ägnade sig åt de tidigare sporterna. Under åren 1901–1905 är sammansättningen av Gais styrelse inte känd, antagligen på grund av att Sjöholm själv styrde klubben och fattade beslut utan dokumentation, men år 1906 var han formellt Gais ordförande. 1907 lämnade Sjöholm klubben för att i stället gå till IFK Göteborg, vars ordförande han var 1907–1910. Vid OS i Stockholm 1912 var han prisdomare.
Civilt var Sjöholm anställd vid Statens järnvägar intill sin pension 1928, då han flyttade från Göteborg och återvände till hembygden.